# Mødre i fremmed fædreland
|  | Denne artikel er oprettet af botten PalnaBot ud fra en ekstern database. Den kan derfor have sproglige fejl eller mangler. Denne skabelon kan fjernes efter kontrol af indholdet. |

Mødre i fremmed fædreland er en film instrueret af Ingrid Oustrup Jensen.

## Handling
Tyrkiske og pakistanske kvinder fortæller til et kvindeligt filmhold om de vanskeligheder, de har mødt efter at være kommet til Danmark. De fortæller om, hvor de kommer fra, om deres kultur og religion og det kønsrolle- og familiemønster, de er vokset op med - og som de pludselig skal videreføre i et helt andet samfund, hvor alt i deres øjne er tilladt.